# Arthur Grüber
Arthur Grüber (* 21. August 1910 in Essen; † 5. Oktober 1990 in Waldbronn bei Karlsruhe) war ein deutscher Komponist und Dirigent.

## Leben und Werk
Von 1930 bis 1932 studierte Grüber an der Hochschule für Musik Köln bei Hermann Abendroth und Walter Braunfels. Seine erste Stelle erhielt er 1932 als Korrepetitor am Opernhaus Frankfurt a. M., 1934 wurde er dort zum Kapellmeister ernannt. 1938/39 folgte eine Spielzeit als Operndirektor am Stadttheater in Wuppertal. 1939 wurde er Kapellmeister am Deutschen Opernhaus in Berlin-Charlottenburg. 1944 übernahm Grüber die Stelle des Generalmusikdirektors in Halle, die er nicht mehr aktiv antreten konnte, da wegen des Krieges alle Theater geschlossen wurden. Arthur Grüber wurde zum Kriegsdienst eingezogen und geriet in französische Kriegsgefangenschaft. Nach der Beendigung des Kriegs konnte er seine Laufbahn fortsetzen und amtierte von 1947 bis 1951 als Chefdirigent der Staatsoper Hamburg. Gleichzeitig übernahm er von 1947 bis 1955 den Posten des ersten Kapellmeisters an der Komischen Oper in Berlin. Aus politischen Gründen verließ er die DDR und wirkte von 1955 bis 1962 als Generalmusikdirektor am Staatstheater Braunschweig.
Seine letzte berufliche Station führte ihn 1962 nach Karlsruhe, wo er dem im Vorjahr verstorbenen Alexander Krannhals als Generalmusikdirektor des Badischen Staatstheaters nachfolgte. Neben seiner Tätigkeit als Chefdirigent unterrichtete Grüber ab 1963 als Dozent für das Fach Dirigieren an der Musikhochschule in Karlsruhe. 1974 rief Grüber die Veranstaltungsreihe der Badischen Staatskapelle Konzerte zeitgenössischer Musik ins Leben.
1976 endete Grübers Beschäftigung bei der Badischen Staatskapelle. Er zog sich nach Waldbronn zurück, wo er hauptsächlich Lieder (v. a. Vertonungen von Texten meist deutscher Dichter wie Friedrich Hölderlin, Theodor Fontane oder Hermann Hesse) komponierte. Grüber starb im Alter von 80 Jahren und wurde in Wuppertal beigesetzt.
Der Nachlass Arthur Grübers wurde 1990 der Badischen Landesbibliothek als Schenkung übergeben.